# 1928 en chimie
Cet article présente les faits marquants de l'année 1928 en chimie.

## Évènements
- 3 septembre : Alexander Fleming découvre accidentellement la pénicilline, le premier antibiotique, au St Mary's Hospital de Londres[1].
- Le chimiste français Léon Malaprade démontre que les α-glycols subissent une réaction de coupure en présence d'acide périodique {\displaystyle {\ce {HIO4}}} pour donner des composés carbonylés. Cette réaction porte son nom : la réaction de Malaprade (en)[2].
- Les chimistes allemands Otto Diels et Kurt Alder énoncent la réaction de Diels-Alder dans un article publié dans les Liebigs Annalen[3].

## Prix
- Prix Nobel de chimie : Adolf Windaus pour les services rendus par ses recherches sur la constitution des stérols et leurs relations avec les vitamines[4],[5].
- Médaille Davy : Frederick George Donnan pour ses contributions à la chimie physique et en particulier pour sa théorie de l'équilibre des membranes[6],[7].
- Médaille William-H.-Nichols : Hugh S. Taylor[8]

## Naissances
- 12 juillet : Elias James Corey, chimiste américain d'origine libanaise, prix Nobel de chimie en 1990[4],[9].
- 27 août[10] : Osamu Shimomura, chimiste et biologiste américano-japonais, prix Nobel de chimie en 2008[4],[11].
- 6 septembre : Włodzimierz Kołos (mort en 1996), chimiste polonais.
- 16 décembre : Bruce Ames, professeur de biochimie et biologie moléculaire américain.

## Décès
- 8 février : Theodor Curtius (né en 1857), chimiste allemand.
- 2 avril[12] : Theodore William Richards (né en 1868), chimiste américain, lauréat du prix Nobel de chimie de 1914[13].
- 20 juin : Bolesław Masłowski (né en 1851), chimiste polonais.